# Sphex luctuosus
Sphex luctuosus är en biart som beskrevs av Frederick Smith 1856.
Sphex luctuosus ingår i släktet Sphex och familjen grävsteklar. Inga underarter finns listade i Catalogue of Life.